# Escut de Gàmbia
L'escut de Gàmbia es va adoptar arran de la independència d'aquest estat africà, proclamada el 18 de novembre del 1964.
És un escut d'atzur amb una destral i una aixada d'or passades en sautor, la destral en banda i per damunt de l'aixada en barra, voltat per una bordura de sinople i una orla d'argent. Les eines representen l'explotació forestal i l'agricultura, dues de les activitats econòmiques del país, i alhora simbolitzen també les dues principals ètnies de Gàmbia: els fules, ramaders, i els malinkes, agricultors.
Com a suport de l'escut hi ha dos lleopards lleonats de gules armats d'argent, un a cada banda, en al·lusió al temps en què Gàmbia formava part de l'Imperi Britànic; el de la destra aguanta una destral i el de la sinistra una aixada com les de l'escut, però amb la fulla cap avall.
Els suports i la fulla de les eines es troben damunt una cinta d'argent amb el lema nacional en anglès escrit en lletres majúscules de sable: PROGRESS, PEACE, PROSPERITY ('Progrés, pau, prosperitat').
És timbrat per un casc al natural amb llambrequí d'or i d'atzur, somat d'un borlet d'aquests mateixos colors amb una cimera en forma de palmera d'oli, una planta molt estesa al país.

## Escuts utilitzats anteriorment
Durant l'època colonial, Gàmbia feia servir un segell rodó amb un elefant davant una palmera, idèntic també per a Sierra Leone i Ghana, però amb la inicial G com a distintiu.

Segell de l'Àfrica Occidental Britànica (1870-1888)
Segell de Gàmbia (1889-1965)